# モーロック (H・G・ウェルズ)
モーロック（Morlock）は、H・G・ウェルズのSF小説『タイム・マシン』に登場する架空の種族。
H・G・ウェルズが旧約聖書に登場するモロクから取った名前と言われているが、物語ではエロイ(英語でEloi)と呼ばれる未来に住む第一の人類が付けた事になっている。

## 概要
（東京創元社の「タイム・マシン」阿部知二訳による）
802701年の未来に住む第二の人類で、現在から未来に至るまで生産業を地下で行ってきた貧民であるとされる。
地下世界を拠点としており、地下の食糧が無くなったことで夜な夜な地上の人間(エロイ)を食す食人種になってしまった。
全体的に濁りのある白い体をしており、淡黄色の髪が背中に垂れている。見た目は狐猿と酷似しているが、地下世界に繋がる井戸の目地を器用に使ってはいおりていく姿から、「蜘蛛のような姿」と主人公(タイム・トラヴェラー)に捉えられることもある。地下で暮らしていた為、目が大きく夜行性であり、明かりを酷く嫌う。結膜が桃色、瞳孔が灰色がかった赤色をしている。頭蓋骨が脆く、押す程度の力で手を当てると、いとも簡単に砕ける。
物語では主人公の敵であり、未知の言語を話す。知識は現代の人々よりも劣ってはいるが、エロイよりは高いとされている。その証拠として、時間が経ち廃墟となった「サウスケンジントン博物館 」に飾られていた機械を自らの意思で調査し、複製する作業を行っていた。物語の中盤で主人公が乗ったタイムマシンを盗み、それをかなり細かく分解し調べていた所でも知能が高いことがわかる。

## 映画でのモーロック

### 1960年
監督ジョージ・パル、ロッド・テイラー主演による1960年の映画。この映画でのモーロックは核戦争により地下へ逃げ込んだ人類の進化した姿とされている。

### 2002年
サイモン・ウェルズ監督、ガイ・ピアース及びジェレミー・アイアンズ主演による映画。タイムスリップした主人公(アレクサンダー)はモーロックに支配された世界を知ってしまい、モーロックを全滅させる。